# Plague Inc.
Plague Inc. is een strategiespel van de Britse onafhankelijke ontwikkelaar Ndemic Creations. De game verscheen als mobiele app in de Apple App Store op 26 mei 2012. Op 4 oktober dat jaar werd een port voor Android in de Google Play-appstore gepubliceerd door Miniclip. Doel van de game is om een pathogeen te ontwikkelen dat de mensheid uitroeit óf juist er voor zorgen dat het pathogeen verdwijnt, door bijvoorbeeld aan een vaccin te werken of maatregelen, zoals quarantaine, of een lockdown in te voeren.
Op 9 juni 2014 werd tijdens de gamebeurs E3 bekendgemaakt dat het spel ook zou verschijnen voor de Xbox One, onder de naam Plague Inc: Evolved. Deze versie werd eerder in februari 2014 al beschikbaar gesteld voor de pc via het distributieplatform Steam. In 2017 bracht Ndemic Creations het bordspel Plague Inc.: The Board Game uit dat gebaseerd is op de game.
In 2012 stond Plague Inc. meerdere weken op de eerste positie in de Amerikaanse Apple App Store. In december 2013 liet Apple weten dat Plague Inc. de op 4 na meest gedownloade betaalde app was. In januari 2020 was de game in totaal meer dan 120 miljoen maal gedownload. Na enkele grootschalige uitbraken van ziektes steeg de game in populariteit, zoals na de ebola-uitbraak in West-Afrika in 2014 en de coronapandemie in 2019-2020 toen Plague Inc. zelfs de bestverkochte game in China werd. Op 23 januari 2020 passeerde Plague Inc. Minecraft als bestbetaalde app in de Apple App Store.

## Geschiedenis

### Ontwikkeling
In juli 2014 sloten Ndemic Creations en 20th Century Fox een partnerschap. De filmstudio is verantwoordelijk voor de distributie van de film Dawn of the planet of the apes die in juni 2014 uitkwam in de Verenigde Staten. De fictieve simian flu (apengriep) die mensen doodt maar apen intelligenter maakt, speelt een grote rol in de film. Ndemic Creations voegde deze ziekte toe aan de game. De speler heeft niet alleen te maken met een pandemie van het virus maar ook met de apen.
Op 28 februari 2019 kondigde Ndemic Creations aan dat het een anti-vaxxer scenario zou toevoegen aan de game nadat daartoe een petitie werd gestart op Change.org. Bij 10.000 ondertekeningen zou het scenario toegevoegd worden. De teller stond uiteindelijk op meer dan 24.000 ondertekeningen.

### Populariteit bij uitbraken van ziektes
Na het uitbreken van de coronapandemie in 2019-2020 werd Plague Inc. de bestverkochte game in China. Spelers zouden de game spelen om de angst rond de uitbraak van het SARS-CoV-2-virus te kunnen verwerken. Ndemic Creations gaf op 23 januari 2020 een verklaring uit waarin het benadrukte dat Plague Inc. een spel is en geen wetenschappelijk model. In februari 2020 werd de game uit de Chinese Apple App Store verwijderd nadat de game werd aangemerkt als illegaal door de overheid.